# مقاطعة لينكون (مونتانا)
مقاطعة لينكون (بالإنجليزية: Lincoln County)‏ هي إحدى مقاطعات ولاية مونتانا في الولايات المتحدة الأمريكية.